# Rab István (táncos)
Rab István, Duda István (külföldön Istvan Rabovsky/Rabowsky) (Szeged, 1930. március 31. – New York, Manhattan, 2020. augusztus 18.) Kossuth-díjas magyar táncművész, koreográfus.

## Életpályája
Mestere Nádasi Ferenc volt. 1948 és 1953 között az Operaház magántáncosa. Technikája kiváló, nagy sikereket ért el a klasszikus és a félkarakter alakításokban egyaránt. Galina Ulanova budapesti látogatásakor Nádasi továbbképzésre ajánlotta őt, de Rab ragaszkodott hozzá, hogy későbbi feleségével, Kováts Nórával együtt mehessen fél évre Moszkvába és Leningrádba. Itt Pjotr Guszev és Agrippina Vaganova segítségével „anyanyelvi szinten” sajátították el az orosz balettiskola hagyományait. A tanfolyam végén felléphettek a Kirov Opera színpadán. 
1951-ben a berlini VIT-en 2. helyet értek el, 1953. március 15-én Kossuth-díjat kaptak, majd májusban egy kelet-berlini turné alkalmával disszidáltak azzal az egyszerű módszerrel, hogy metróval átutaztak Nyugat-Berlinbe. 
A „szabad világ” sajtójában óriási szenzációt keltett távozásuk. Sol Hurok sztármenedzser karolta fel őket. Először Nyugat-Berlinben, a Royal Petit Ballet de Paris-ban léptek föl, majd Londonban a Festival Balletben, s táncoltak a Grand Balett du Marquis de Cuevas együttesével is. Később az Amerikai Egyesült Államokba települtek át. Állandó szereplői voltak tévéműsoroknak, Hurok Bihari Együttes néven tánccsoportot szervezett köréjük, amivel végigjárták az országot. 
A Bolsoj Balett amerikai vendégszereplése után halványodni kezdett hírnevük, alulmaradtak az összehasonlításban. Eztán többnyire szórakozóhelyeken vállalt fellépéseket, később feleségével közösen megnyitották balettiskolájukat. Kováts Nórától elvált.

## Színpadi szerepei
- Aszafjev–Zaharov: A bahcsiszeráji szökőkút....Nurali, tatár vezér
- Csajkovszkij–Messzerer: A hattyúk tava....Herceg
- Delibes–Harangozó Gyula: Coppélia....Ferenc
- Bartók Béla–Vashegyi Ernő: A fából faragott királyfi....A fából faragott királyfi
- Weber–Nádasi F.: A rózsa lelke....Álomlovag
- Kenessey Jenő: A keszkenő....Józsi

## Külső hivatkozások
- Színházi Adattár Archiválva 2016. december 3-i dátummal a Wayback Machine-ben
- Fészek Klub